# Blagojev Kamen
Blagojev Kamen (en serbe cyrillique : Благојев Камен) est un village de Serbie situé dans la municipalité de Kučevo, district de Braničevo. Au recensement de 2011, il comptait 24 habitants.

## Démographie
| 1948 | 1953  | 1961 | 1971 | 1981 | 1991 | 2002 | 2011 |
| ---- | ----- | ---- | ---- | ---- | ---- | ---- | ---- |
| 123  | 1 258 | 235  | 107  | 77   | 72   | 38   | 24   |

|  |